# Кривицкий, Александр Антонович
Алекса́ндр Анто́нович Криви́цкий (15 августа 1927, дер. Залесье, Мстиславский район, Оршанский округ, Белорусская ССР, СССР — 30 июня 2017, Минск, Белоруссия) — советский и белорусский языковед; лауреат Государственной премии СССР (1971).

## Биография
Родился в крестьянской семье, которая занималась также плотницким и бондарным ремеслом. В марте 1944 года призван в Красную Армию. Воевал на 2-м Украинском фронте. Участник боев в Австрии, Венгрии, Чехословакии. После демобилизации, в 1947 году поступил на филологический факультет Могилёвского пединститута, который окончил в 1951 году. Учительствовал в Кореличах. В 1952—2007 гг. — научный сотрудник Института языкознания АН БССР. В 1959 году успешно защитил кандидатскую диссертацию «Формы личных и возвратного местоимений современного белорусского языка в их истории».

## Научная деятельность
Начал изучение белорусских народных говоров еще в студенческие годы в Могилевском пединституте. Все годы учёбы был старостой диалектологического кружка. В секторе диалектологии института языкознания он продолжал ездить в диалектологические экспедиции, составлял карты для «Диалектологического атласа белорусского языка» (ДАБМ).
Организатор исследования лексики белорусских народных говоров. По его инициативе Институт языкознания АН Беларуси подготовил и издал лексикографические сборники: «Из народного словаря», «Народная лексика», «Живое слово» и др.
В ряде работ А. А. Кривицкий раскрыл взаимоотношения и взаимодействие литературной и диалектной разновидностей национального языка среди других славянских языков.
Брошюру «В ритме с развитием языка» автор посвятил состоянию белорусской языковой культуры в различные периоды национальной истории, роли языкознания в национальном языковом развитии народа. А. А. Кривицкий осветил основные достижения лингвистики в Беларуси в послевоенное время в области лексикографии, правописания, исследования различных проблем и вопросов, актуальных аспектов грамматики, морфологии, фонетики, ономастики, изучения старобелорусской письменной речи XV–XVIII веков, развития славистики в Беларуси.
Результатом осмысления путей развития белорусской диалектологической науки на протяжении всей истории её функционирования стала монография А. А. Кривицкого «Диалектология белорусского языка» (2003). .
Занимался Александр Кривицкий также и лексикографией. Главным достоянием в этой области стали «Туровский словарь» (Т. 1-2, 1982; Т. 3 — 1984; Т. 4 — 1985; Т. 5 — 1987), справочники диалектной лексики «Животный мир. Тематический словарь» (1999), «Растительный мир. Тематический словарь» (2000), «Человек. Тематический словарь» (2006).

### Избранные труды
- Аб аканні ў гаворках Лагойскага раёна Мінскай вобласці// Працы Ін-та мовазнаўства АН БССР. Вып. 111.—Мн., 1957.—С. 159—169.
- Мацкевіч, Ю. Ф. Атлас беларускіх гаворак/ Ю. Ф. Мацкевіч, А. А. Крывіцкі// Настаўн. газ.—1972.—5 студз.
- Мацкевич, Ю. Ф. Атлас белоруских говоров/ Ю. Ф. Мацкевіч, А. А. Кривицкий// Сел. газ..—1971.—24 нояб.
- Атлас гаворак беларускай мовы// Беларусь.—1956.—№ 5.—С. 32.
- Жураўскі, А. І., Крывіцкі А. А. Беларускае мовазнаўства ў Акадэміі навук БССР/ А. І. Жураўскі, А. А. Крывіцкі.—Мн.: Навука і тэхніка, 1979.—95 с.
- Беларуская мова, яе родзічы і блізкія// Бярозка.—1966.—№ 12.—С. 15.
- Беларуская мова — нацыянальная мова беларускага народа// Нар. асвета.—1984.—№ 8.—С. 49-51.
- Кривицкий, А. А. Белорусский язык для говорящих по-русски/ А. А. Кривицкий, А. Е. Михневич, А. И. Подлужный.—3-е изд., перераб.—Мн.: Выш. шк., 1990.—368 с.
- Кривицкий, А. А. Белорусский язык для небелоруссов/ А. А. Кривицкий, А. Е. Михневич, А. И. Подлужный.—2-е изд, испр. и доп.—Мн.: Выш.шк., 1978.—352 с.
- Гаворкі вёскі Яскавічы Салігорскага раёна// Народная словатворчасць.—Мн., 1979.—С. 104—112.
- Гавораць чарнобыльцы: З мясцовых гаворак чарнобыл. Зоны ў Беларусі/ Склад. і навук. рэд. А. А. Крывіцкі.—Мн., 1994.—220 с.
- Дыялект// БелСЭ. У 12 т. Т. 4.—Мн., 1971.—С. 340.
- Дыялекталагічны атлас беларускай мовы.—Мн.: АН БССР, 1963.—971 с.: 338 карт.
- Дыялекталогія// БелСЭ. У 12 т. Т. 4.—Мн., 1971.—С. 340—341.
- З гісторыі нашых прозвішчаў// Полымя.—1970.—№ 8.—С. 232—236.
- З лексічных рэгіяналізмаў Віцебшчыны// Нар. слова.—Мн., 1976.—С. 92-100.
- З народнага слоўніка/ Рэд. А. А. Крывіцкі.—Мн.: Навука і тэхніка, 1975.—350 с.
- Из словаря полесских рыболовов// Полесье.—М., 1968.—С. 162—174.
- Каштоўнае даследванне// Беларусь.—1964.—№ 11.
- Кніга для чытання і дарадчык на штодзень// Полымя.—1963.—№ 9.—С. 155—162.
- Веренич, В. Л. Лексика городенских гончаров/ В. Л. Веренич, А. А. Кривицкий// Полесье.—М., 1968.—С. 175—192.
- Летапіс мовы// Беларусь.—1964.—№ 8.—С. 27.
- Лингвогеографическая статья в белорусском лексическом атласе// Совещане по общим вопросам диалектологии и истории языка.—М., 1977.—С. 32-34.
- Лингвогеографическая статья в белорусском лексическом атласе// Лингвистическая география и проблемы истории языка: Материалы VI Всесоюз. совещ.—Нальчик, 1981.—С. 16-21.
- Крывіцкі, А. А. Міжнародная канферэнцыя па АЛА ў ГДР/ А. А. Крывіцкі, А. І. Падлужны// Беларуская лінгвістыка. Вып. 19.—Мн., 1981.—С. 75-76.
- Бірыла, М. В. Міжнародная нарада па агульнаславянскаму лінгвістычнаму атласу/ М. В. Бірыла, А. А. Крывіцкі// Беларуская лінгвістыка. Вып. 2.—Мн., 1972.—С. 78-79.
- Крывіцкі А. А. Моўная старажытнасць Тураўшчыны/ А. А. Крывіцкі, В. Лабко// Голас Радзімы.—1976.—22 ліп.
- Народная лексіка/ Рэд. А. А. Крывіцкі.—Мн.: Навка і тэхніка, 1977.—287 с.
- Народная словатворчасць/ Рэд. А. А. Крывіцкі.—Мн.: Навука і тэхніка, 1979.—336 с.
- Наша родная мова.—Выд. 3-е, дапрац.—Мн.: Нар. асвета, 1973.—192 с.
- Образование междиалектной границы белорусского языка// Совещание по общим вопросам диалектологии и истории языка.—М., 1979.—С. 110—111.
- Оканне // БелСЭ: Кароткая энцыкл. Т.4.—Мн., 1981.—С. 419.
- Падрыхтоўка дыялектычнага атласа беларускай мовы// ЛІМ.—1954.—3 ліп.
- Полесские говоры Белоруссии и современный белорусский диалектный язык// Полесье и этногенез славян.—М., 1983.—С. 50-52.
- Крывіцкі, А. А. Пра слоўнік Тураўшчыны/ А. А. Крывіцкі, Г. А. Цыхун, І. Я. Яшкін// нар. слова.—Мн., 1976.—С. 288—307.
- Крывіцкі, А. А. Практыкум па фанетыцы беларукай мовы: Вучэб. дапам./ А. А. Крывіцкі, А. І. Падлужны.—Мн.: Выш. шк., 1989.—219 с.
- Прасцейшыя элементы гукавай абалонкі мовы// Материалы конф. Молодых учёных АН БССР.—Мн., 1958.—С. 49-52.
- Крывіцкі А. А. Рабочая нарада па ЛАЕ у Маскве/ А. А. Крывіцкі, П. А. Міхайлаў// Беларуская лінгвістыка. Вып. 21.—Мн., 1982.—С. 78-79.
- Рэгіянальная лексіка з паўночнай Віцебшчыны// Народная лексіка.—1977.—С. 31-38.
- Скланенне// Бел. ССР: Карот. энцыкл. Т.4.—Мн., 1981.—С. 531—532.
- Спадчына Я. Ф. Карскага па беларускай дыялекталогіі// Беларуская лінгвістыка. Вып. 21.—Мн., 1981.—с. 18-24.
- Крывіцкі, А. Спроба лінгвагеалогіі Палесся/ А. Крывіцкі, Г. Цыхун// Полымя.—1972.—№ 11.—С. 245—248.
- Сучасная беларуская літаратурная мова і народныя гаворкі.—Мн., 1961.—40 с.
- Тураўскі слоўнік. У 5 т. Т.1: А-Г/ Склад. А. А. Крывіцкі і інш.—Мн.: Навука і тэхніка, 1982.—255 с.
- Тураўскі слоўнік. У 5 т. Т.2: Д-К/ Склад. А. А. Крывіцкі і інш.—Мн.: Навука і тэхніка, 1982.—271 с.
- Тураўскі слоўнік. У 5 т. Т.3: Л-О/ Склад. А. А. Крывіцкі і інш.—Мн.: Навука і тэхніка, 1982.—312 с.
- Тураўскі слоўнік. У 5 т. Т.4: П-Р/ Склад. А. А. Крывіцкі і інш.—Мн.: Навука і тэхніка, 1982.—360 с.
- Тураўскі слоўнік. У 5 т. Т.5: С-Я/ Склад. А. А. Крывіцкі і інш.—Мн.: Навука і тэхніка, 1982.—422 с.
- Тыпалогія рэзентацыйных адрозненняў у сінтаксісе беларускіх гаворак// Тыпалогія славянскіх моў і ўзаемадзеянне славянскіх літаратур: Тэз. дакл. Ч.2.—Мн., 1977.—С. 187—188.
- У рытме з развіццём мовы.—Мн., 1976.—76 с.
- У слоўнік Мсціслаўшчыны// З народнага слоўніка.—Мн., 1975.—С. 119—134.
- Формы асабовых і зваротнага займеннікаў беларускай мовы ў іх гісторыі// Уч. зап. (Мозыр. гос. пед. ин-т) Вып. 1.—Мн., 1958.—С. 183—214.
- Формы асабовых і зваротнага займеннікаў беларускай мовы ў іх гісторыі// Весці АН БССР. Сер. грамад. навук.—1957.—№ 1.—С. 111—118.
- Формы личных и возвратногоместоимения современного белорусского языка в их истории: Автореф. дис.—Мн., 1958.—20 с.
- Хрэстаматыя па беларускай дыялекталогіі// Склад. А. А. Крывіцкі і інш.—Мн., 1962.—350 с.: карт
- Чаму мы так гаворым…// Беларусь.—1957.—№ 6.—С. 32.
- Што такое лінгвагеаграфія.—Мн.: Нар. асвета, 1986.—72 с.: іл.
- Юзэфа Фларыянаўна Мацкевіч// Беларуская лінгвістыка. Вып. 1.—Мн., 1972.—С. 84-85.
- Я. Ф. Карскі — выдатны беларускі вучоны// Весці АН БССР. Сер. грамад. навук.—1961.— № 1.—С. 5-14
- Беларускае мовазнаўства: Бібліягр. указальнік (1825—1965)/ Склад. А. Д. Васілеўская і інш.—Мн.: Навука і тэхніка, 1967.—415 с.
- Беларускае мовазнаўства: Бібліягр. паказ. (1966—1975)/ Склад. А. Д. Васілеўская, Я. М. Рамановіч.—Мн.: Навука і тэхніка, 1980.—352 с.
- Беларускае мовазнаўства: Бібліягр. паказ. (1976—1985)/ Склад. А. Д. Васілеўская,. Я. М. Рамановіч.—Мн., 1993.—559 с. (Гл. імянныя паказальнікі)
- Беларуская этнаграфія і фалькларыстыка: Бібліягр. паказ. (1945—1970)/ Склад. М. Я. Грынблат.—Мн.: Навука і тэхніка, 1972.—388 с. (Гл. імянныя паказ.).
- Бібліяграфічны указальнік літаратуры па беларускаму мовазнаўству/ Склалі М. А. Жыдовіч, Я. М. Рамановіч, А. К. Юрэвіч.—Мн.: Бду, 1960.—221 с. (Гл. імянны паказ.)
- Методы выкладання беларускай мовы: Бібліягр. паказ.. (1969—1990)/ Склад. М. Я. Лукошус.—Мн.: Выш. шк., 1983.—109 с. (Гл. імянны паказ.).

## Награды
- Государственная премия СССР (1971).
- Орден Отечественной войны II степени (6.4.1985)[1].
- Медаль Франциска Скорины (2001).